# Oro Bay

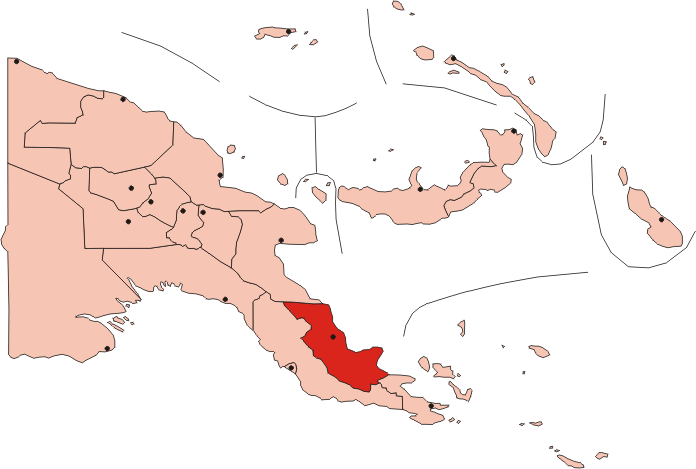
Det röda området är provinsen Oro. Oro Bay är den stora fördjupning i det röda området, mot sydost om den svarta pricken, som representerar provinshuvudstaden Popondetta.

Oro Bay är en bukt i provinsen Oro, Papua Nya Guinea, belägen 24 km sydost om Buna. Bukten är belägen inom den större Dyke Ackland Bay. En hamn drivs av PNG Ports Corporation Limited med begränsade kajanläggningar.

## Historia

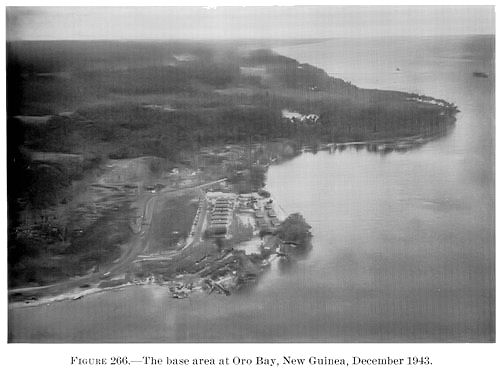
Oro Bay-basen år 1943.

Under andra världskriget användes Oro Bay som mellanstationsområde för slaget vid Buna-Gona och framtida operationer. En amerikansk bas byggdes vid Oro Bay med ett varv för Libertyfartyg i södra änden av bukten, installationer längs stranden och luftvärnsbatterier i de omgivande bergen. Den 28 mars 1943 attackerade japanska flygplan sjöfart- och hamnanläggningar vid Oro Bay vilket resulterade i sänkningen av S/S Masaya och S/S Bantam.